# Cratere West
West  è un cratere sulla superficie di Venere. Deve il proprio nome alla scrittrice britannica Rebecca West (1892-1983).